# Saarburg (Burg)

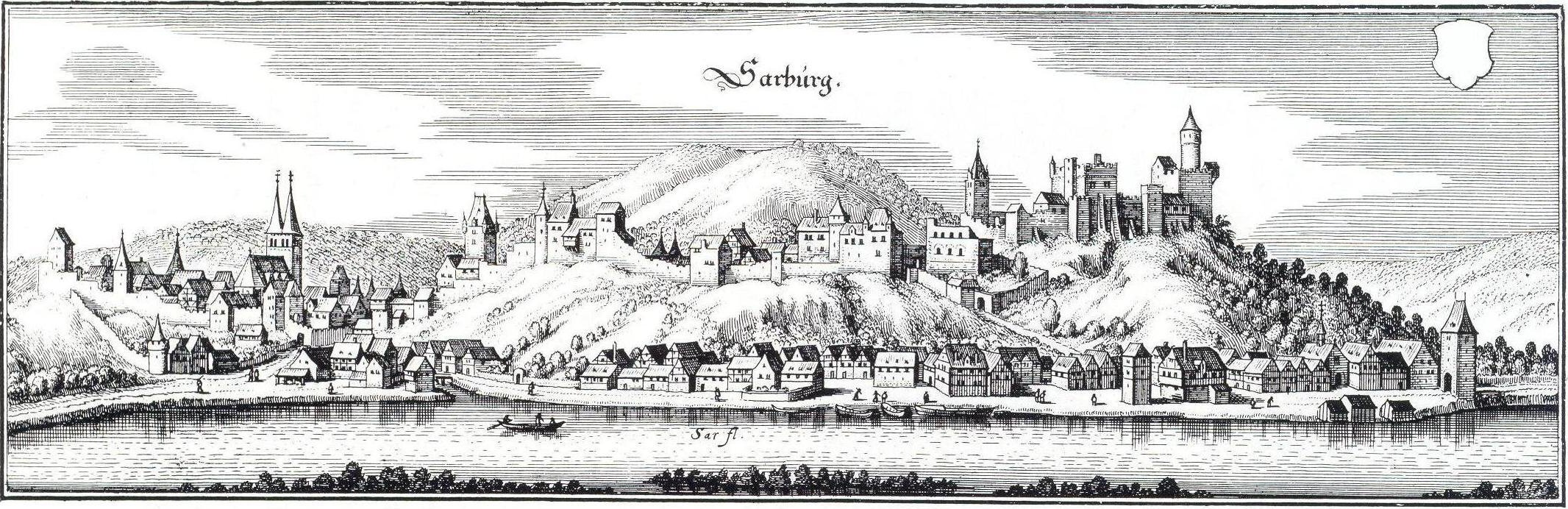
Saarburg, Ansicht der Burg und der Stadt von Matthäus Merian, 1646

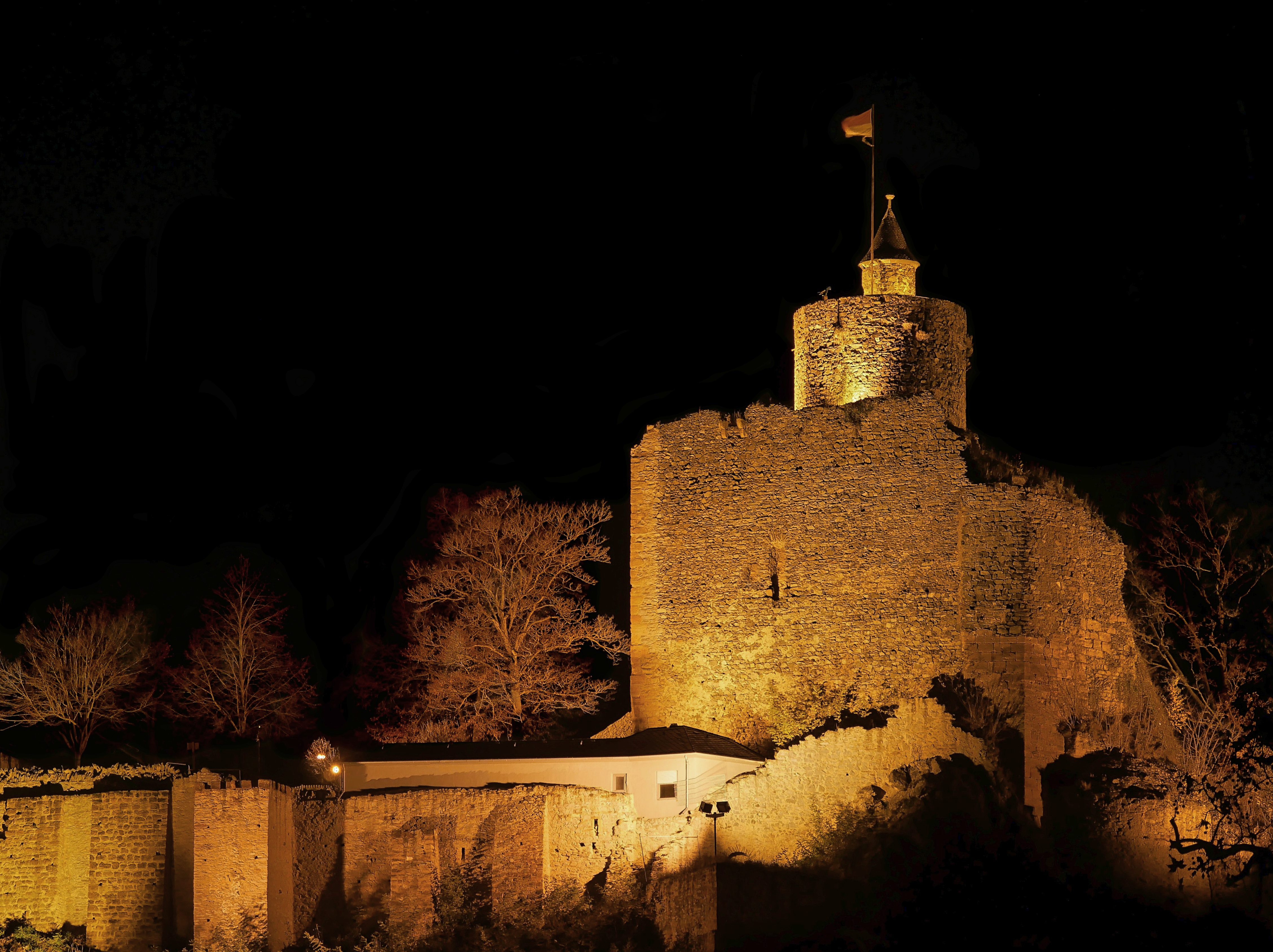
Nachts von Nordosten

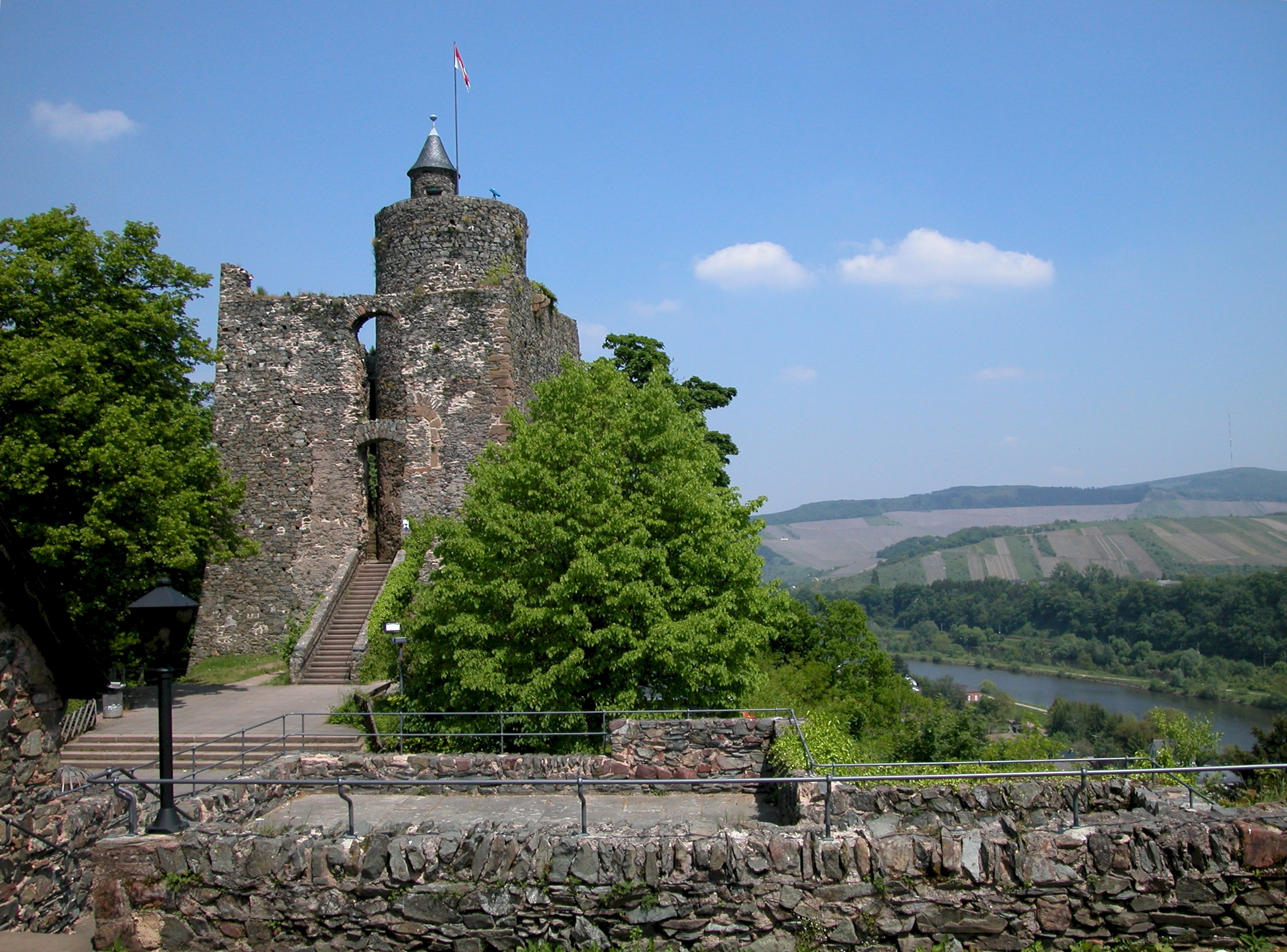
Eingangsseite

Die Saarburg ist die Ruine einer Höhenburg auf einem südlichen Bergsporn des 206,5 m ü. NHN hohen Schloßbergs oberhalb der Stadt Saarburg im Landkreis Trier-Saarburg in Rheinland-Pfalz. Sie zählt zu den ältesten Höhenburgen im Westen Deutschlands.

## Geschichte
Die vermutlich im 10. Jahrhundert erbaute Burg wird urkundlich erstmals im Jahre 964 erwähnt. In diesem Jahr wurde sie vom Erzstift Trier als Lehen dem Grafen Siegfried von Luxemburg überlassen. Nach dem Tode von Siegfrieds Sohn Adelbero im Jahre 1046 fiel die Burg an das Erzstift Trier zurück.
Über die Grafen von Luxemburg scheinen die Herren von Reuland Rechte an der Burg erworben zu haben. Aufgrund dieser Rechte wurde die Burg 1300 von Arnold von Reuland besetzt. Er gab die Burg erst wieder frei, nachdem Erzbischof Balduin von Trier ihm im Jahre 1313 seine Rechte abkaufte. Da gleichzeitig Johann von Luxemburg, auch genannt Johann von Böhmen bzw. der Blinde, auf alle Rechte der Grafen von Luxemburg an der Burg verzichtete, war Kurtrier seit dieser Zeit alleiniger Eigentümer der Burg. Die Erzbischöfe von Trier ließen in der Folgezeit die Burg ständig erweitern.
1431 überfiel Ulrich von Manderscheid die Burg und zerstörte sie. Johann II. von Baden baute die Burg wieder auf und ließ sich 1464 in der Burgkapelle zum Erzbischof von Trier weihen.
1522 wurde die Burg erfolgreich gegen die Truppen des Franz von Sickingen verteidigt, doch 30 Jahre später durch den Markgrafen Albrecht Alcibiades von Brandenburg-Kulmbach erneut zerstört. Der Wiederaufbau erfolgte noch Ende des 16. Jahrhunderts.
In den Eroberungskriegen Ludwigs XIV. wurde die Burg mehrfach von Franzosen und Spaniern besetzt. Im Spanischen Erbfolgekrieg wurde die Burg 1702 erneut durch die Franzosen erobert und erst 1704 durch die preußische Legion „Schwerin“ befreit. Seit 1734 kaum noch bewohnt, begann der Verfall der Anlage.

## Anlage
Von der mittelalterlichen Burganlage mit ihrer Fläche von 137 mal 50 Metern existieren heute noch Reste der Umfassungsmauern sowie ein romanischer Wohnturm, ursprünglich ein dreigeschossiges Festes Haus, in den später ein runder Bergfried eingebaut wurde. Der Wohnturm verfügt über einen fast quadratischen Grundriss (13 mal 15 Meter), hat eine Mauerstärke von 1,5 Metern und eine Höhe von 14 Metern. Der Bergfried hat einen Durchmesser von sieben Metern und ist mit dem überdachten Treppenüberbau etwa 21,5 Meter hoch. Sein Hocheingang liegt in einer Höhe von rund vier Metern. Von hier führt eine hölzerne Wendeltreppe zur 15,5 Meter hoch liegenden Aussichtsplattform. Die Ruine ist frei zugänglich und bietet vom Bergfried einen guten Ausblick auf Saarburg und ins Saartal.